# Cymothoe crowleyi
Cymothoe crowleyi är en fjärilsart som beskrevs av Kirby 1889. Cymothoe crowleyi ingår i släktet Cymothoe och familjen praktfjärilar. Inga underarter finns listade i Catalogue of Life.